# Limia vittata
Limia vittata és una espècie de peix de la família dels pecílids i de l'ordre dels ciprinodontiformes.

## Morfologia
Els mascles poden assolir els 8 cm de longitud total i les femelles els 10.

## Distribució geogràfica
Es troba a Amèrica: Cuba.